# Opius chewaucanus
Opius chewaucanus är en stekelart som beskrevs av Fischer 1965. Opius chewaucanus ingår i släktet Opius och familjen bracksteklar. Inga underarter finns listade i Catalogue of Life.